# First-person shooter

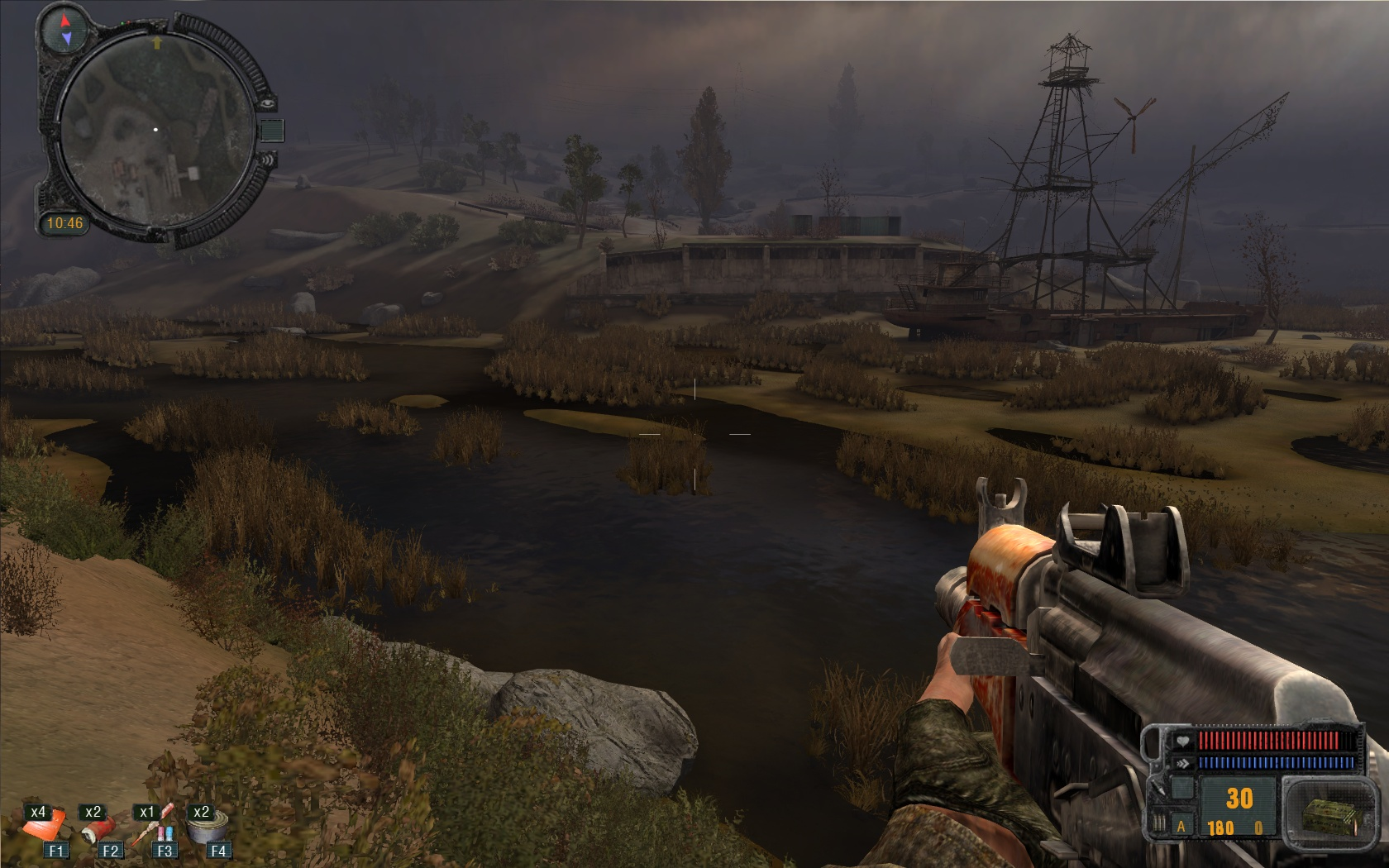
Ukázka pohledu z první osoby(S.T.A.L.K.E.R Call of Pripyat)

First-person shooter (zkráceně FPS; česky střílečka z pohledu první osoby) je podžánr stříleček charakteristický simulací vlastního pohledu herní postavy neboli postavy, za kterou hráč jedná v samotné hře. Tento pojem se používá i k odlišení od akčních her zobrazovaných z pohledu třetí osoby (tzv. third-person shooter (TPS) – střílečka z pohledu třetí osoby).
Česká komunita počítačových hráčů a videoherní periodika užívaly dnes už zastaralý výraz doomovka. Označení doom klon pak mělo celosvětový význam (oba výrazy odkazují na legendární počítačovou hru Doom z roku 1993).

## Historie
Jako jedna z prvních her, která založila žánr her FPS na PC, je Wolfenstein 3D od společnosti id Software, která je již považována za kultovní a průkopnickou. Byla poměrně jednoduchá, postava hráče byla agentem, který se musí zachránit z nacistické pevnosti. Na výběr bylo několik zbraní jako nůž, pistole, samopal a vícehlavňový kulomet gatling. Nepřátelé byli prostí vojáci s různou vyzbrojí, občas pes nebo velitel, v závěrečné úrovni s kulometem.
Další klasickou hrou je Doom. Ta posílila žánr FPS her a přidala jim ještě hru více hráčů – multiplayer. Tato hra již byla náročnější – běžela na strojích Intel 80386 s 4MB paměti – a měla více úrovní.
Dalším mezníkem byl revoluční Quake, který byl kompletně 3D a neobsahoval žádné sprity (animovaná textura, místo postav nebo objektů); později podporoval i 3D akceleraci grafiky. Hra byla cíleně vytvořena jako otevřená, přídavky a mapy se daly vytvořit pomocí nástrojů. Quake používal pro skriptování vlastní programovací jazyk Quake C.
Na všech těchto hrách vytvořila komunita hráčů různé vlastní přídavky a některé společnosti si koupily licenci na herní 3D engine a vytvořily vlastní hru na tomto engine. Nejznámější jsou Hexen a Heretic což je obdoba Doomu ve fantasy prostředí.
Konkurenčními projekty byly hry Duke Nukem 3D, Unreal a Half-Life. Tyto projekty odstartovaly vznik silného konkurenčního prostředí, které existuje dodnes. Duke Nukem 3D byl založen na starším typu engine s 3D konstrukcí map ale se zastaralou grafikou a dalšími omezeními. Sázel zejména na zábavnost, výbornou hratelnost a interaktivní prvky. Hra Unreal používá svůj vlastní engine, který je dosud vyvíjen a patří mezi nejlicencovanější, spolu s enginem Doom 3 a Quake 3 od společnosti ID Software. Unreal a jeho engine zaujal velice pěknou grafikou, výbornou hudbou, atmosférou a pokročilou inteligencí (AI – umělá inteligence), kterou programoval autor populárních botů pro Quake 2. Jako jedna z prvních her obsahovala určité interaktivní prvky – nešlo jen o pouhé střílení. Half-Life byl založen na rozšířeném engine Quake, jenž umožňoval jako jedna z FPS her interaktivitu nejen s prostředím ale i s osobami. Hra se stala velice populární díky poutavému příběhu, vysoké hratelnosti a díky velkým možnostem rozšíření která pro hru vyšla. Jedním z nejznámějších rozšíření je Counter-Strike, které původně vyšlo jako doplněk zdarma, ale od verze 1.6 je vydavatelem šířen pouze jako samostatná komerční hra nebo doplněk ke hře Half-Life.

## Příklady her
- herní série Battlefield
- herní série Call of Duty
- herní série Dark Forces
- herní série Far Cry
- herní série Half-Life
- herní série Quake
- herní série Unreal
- Blood
- Counter-Strike
- Duke Nukem 3D
- F.E.A.R.
- FPScore
- Team Fortress 2
- Valorant
- War Rock
- Wolfenstein 3D